# Fyllokinon
Fyllokinon, også Vitamin K1, er en polycyklisk aromatisk keton, baseret på 2-methyl-1,4-naphthoquinone, med en 3-fytyl substituent.
Det er et fedtopløseligt vitamin, som er stabilt overfor luft og fugt, men nedbrydes i direkte sollys. Det findes naturligt i en lang række grønne planter, særligt blade, siden det fungerer som en elektronacceptor under fotosyntese, og danner en del af elektrontransportkæden i Fotosystem I.
Det er på World Health Organization's List of Essential Medicines, en liste over den vigtigste medicin der kræves i et grundlæggende sundhedssystem.

## Terminologi
Det kaldes ofte vitamin K, phytomenadione eller phytonadione. Somme tider skelnes mellem fyllokinon, der betragtes som naturligt, og fytonadion som betragtes som syntetisk.
Et stereoisomer af fyllokinon kaldes vitamin k1 (med lille bogstav).

## Fodnoter
1. ↑  "WHO Model List of Essential Medicines: 18th list" (PDF). World Health Organization. oktober 2013. Arkiveret (PDF) fra originalen 23. april 2014. Hentet 22. april 2014.
2. ↑  Haroon Y, Shearer MJ, Rahim S, Gunn WG, McEnery G, Barkhan P (juni 1982). "The content of phylloquinone (vitamin K1) in human milk, cows' milk, and infant formula foods determined by high-performance liquid chromatography". J. Nutr. 112 (6): 1105-17. PMID 7086539.{{cite journal}}:  CS1-vedligeholdelse: Flere navne: authors list (link)
3. ↑  "Vitamin K". Arkiveret fra originalen 15. april 2012. Hentet 2009-03-18.